# Българска армия
Вижте пояснителната страница за други значения на Българска армия.
Българска армия или българска войска е името, с което традиционно са известни въоръжените сили на Княжество България (1878 – 1908), Царство България (1908 – 1947), Народна република България (1946 – 1990) и Република България (след 1991). Наименованията са различни в различни исторически периоди. От 1879 до 1884 г. се нарича Българска земска войска, от април 1884 до 9 септември 1944 г. се нарича Българска войска, от 9 септември 1944 до 11 май 1950 г. се нарича  Българска народна войска, от 11 май 1950 до 1 декември 1991 г. се нарича  Българска народна армия, а след 1 декември 1991 г. се нарича  Българска армия. Те включват трите вида въоръжени сили войски: Сухопътни войски, Военноморски сили, Военновъздушни сили и различни формирования и структури, директно подчинени на Съвместното командване на силите, на Министерството на отбраната на Република България и на Президента, като Служба „Военна полиция“, Националната гвардейска част на България и други. Специалните сили са подчинени директно на началника на отбраната, формирайки четвърти оперативен компонент, наред със сухопътните войски, ВВС и ВМС. Официалният празник на Българската армия е Денят на храбростта и Българската армия на 6 май, Гергьовден.

## Съвременна йерархия на въоръжените сили
| Тактически символ | Оперативна структура (обединения, съединения, подразделения, части, поделения) | Кол-во личен състав | Кол-во подчиненни единици               | Командване                                        |
| ----------------- | ------------------------------------------------------------------------------ | ------------------- | --------------------------------------- | ------------------------------------------------- |
| XXXXXXX           | театър на военни действия или регион                                           | 300 000 +           | 2+ фронта                               | маршал или главнокомандващ                        |
| XXXXXX            | фронт, военен окръг                                                            | 200 000 +           | 2+ групи армии                          | армейски генерал, маршал                          |
| XXXXX             | група армии                                                                    | 100 000 +           | 2+ армии                                | армейски генерал, маршал                          |
| XXXX              | армия                                                                          | 50 000 – 60 000+    | 2+ корпуса                              | генерал-лейтенант, генерал-полковник              |
| XXX               | корпус                                                                         | 30 000 – 50 000     | 2 – 4 дивизии                           | генерал-лейтенант                                 |
| XX                | дивизия                                                                        | 5000 – 20 000       | 3 – 5 бригади                           | генерал-майор                                     |
| X                 | бригада                                                                        | 3000 – 5000         | 2+ полка, 5 – 6 батальона или дивизиона | полковник, бригаден генерал, бригадир             |
| III               | полк                                                                           | 700 – 2000          | 2 – 4 батальона или дивизиона           | подполковник, полковник                           |
| II                | батальон, дивизион, дружина                                                    | 250 – 900           | 2 – 6 роти                              | майор, подполковник                               |
| I                 | рота, батарея, ескадрон                                                        | 70 – 250            | 2 – 8 взвода                            | старши лейтенант, капитан, майор                  |
| •••               | взвод, отряд                                                                   | 21 – 60             | 3 – 4 отделения                         | младши лейтенант, лейтенант или старши лейтенант  |
| Ø                 | отделение, екипаж, разчет                                                      | 7 – 16              | 2 групи, звена                          | младши сержант, сержант, старши сержант, старшина |
| Ø                 | звено, група, команда                                                          | 3 – 8               | 0                                       | ефрейтор, младши сержант                          |
| n.a.              | боец, пост                                                                     | 1                   | 0                                       | редник, ефрейтор                                  |

## История
Главните задачи на армията са отбраната на страната от външно нападение и реализиране на националната външна политика с военни средства. Наред с това в определени периоди тя е въвличана и за постигането на вътрешнополитически цели – извършването на държавните преврати през 1881 г., 1886 г., 1923 г., 1934 г. и 1944 г., при потушаването на селските вълнения от 1900 г., Дезертьорските бунтове от 1918 г., бунта от юни и метежа през септември 1923 г. Армията действа срещу въоръжената комунистическа подривна дейност на т.нар. „партизани“ в старите и новообединени предели на държавата през 1941 – 1944 г., а след 1944 г. създава и участва в силови действия и наказателни акции срещу т. нар. „Антинародни елементи“ – лица, вражески настроени към правителството на ОФ през 1944 – 1945 г., но също и лица с фашистки убеждения. В тези акции участват както редовни войскови части, така и специални съединения и органи с военнополицейски и политически функции – помощник командирите, гвардейските единици (Българска народна гвардия – военни единици съставени от доброволци с военнополитически и военнополицейски функции) и РО 2(военнополицейския отдел за политически престъпления при военното разузнаване) при Разузнавателния отдел при Щаба на войската в полза на т. нар. Народен съд за охрана на арестанти и изпълнение на смъртни присъди, както и в наказателни операции срещу т. нар. „Горяни“ 1946 – 1947 г. – партизанско антиотечественофронтовско движение, а така също и при преименуването на българските мюсюлмани в края на XX век.
Александър Стамболийски в след 1920 г. изгражда трудови войски, които особено по време на тоталитарната държава служат най-вече по необразованите сред българските цигани и турци да придобият професионални умения през периода на своята задължителна служба докато се трудят като работници на големи и по-малки обекти – заводи, пътища, военни обекти, мостове и други.

### Българската войска през 1878 – 1885 г.
Българската армия е създадена под наименованието „Българска земска войска“ от Българското опълчение на основата на „Временните правила за Българската земска войска“ от 25 април (7 май нов стил) 1878 г. и със заповед № 1 от 8 юли (20 юли нов стил) 1878 г. на руския императорски комисар княз Александър Дондуков-Корсаков. Щабът на войската по това време се намира в Търново. На 10 юли (22 юли нов стил) 1878 г. със заповед № 3 отново на Дондуков-Корсаков, 12-те пехотни дружини от българското опълчение са преименувани в дружини от Българската земска войска. Тъй като бившият началник на българското опълчение генерал-майор Вадим Давидов е уволнен от армията поради влошаване на здравословното му състояние, на 12 юли (24 юли нов стил) за началник на Българската земска войска е назначен генерал-майор Александър Шелейховски, а за началник на щаба полковникът от генералния щаб Липранди. За началник на българската артилерия е назначен полковникът от гвардейската конна артилерия Лесовой. За завеждащ инженерната и сапьорната част – военният инженер щаб-капитан Саранчов.
С Указ № 23 от 17 юли 1879 г. се създава Военното министерство. На 17 декември 1879 г. влиза в сила Привременно положение за Българската войска, което изпълнява ролята на първи закон на въоръжените сили, които вместо „земска“ вече се наричат кратко и ясно – Българска войска. По силата на Търновската конституция и Привременното положение князът е върховен главнокомандващ в мирно и във военно време, но военният министър и висшите командващи офицери до септември 1885 г. са командировани от Русия и са подчинени на императора. На военна повинност подлежат всички български граждани от 21 до 40-годишна възраст. Попълването на числения състав става на териториален принцип, като територията на Княжеството е разделена на 3 военни отдела: Западен, Източен и Софийски. Офицерският състав се комплектува от възпитаниците на Военното училище в София.
В мирно време българската войска на действителна служба наброява общо 16 240 души и се състои от 21 пеши дружини, 4 конни сотни, 6 пеши, 1 планинска и 1 конна батарея, 1½ сапьорни роти, 1 обсадна рота и артилерийска паркова команда. Пешата дружина в четириротен състав наброява 608 души без офицерите; конната сотня – 154 души; батареята – 8 оръдия и 293 души, пешата, планинската – 268, обсадната – 320, конната – 155. Сапьорната рота се състои от 255, парковата от 100 души. През 1880 г. влиза в сила Законът за новобранците, според който в княжеството се въвежда всеобща задължителна военна повинност.
През 1883 година дружините са групирани в 5 бригади:
- 1-ва бригада с щаб София в състав 1-ва, 2-ра, 3-та, 4-та, 5-а и 6-а дружини
- 2-ра бригада с щаб Плевен в състав 7-а, 9-а, 10-а, 11-а, 13-а и 14-а дружини
- 3-та бригада с щаб Русе в състав 15-а, 17-а, 19-а, 21-ва, 23-та и 24-та дружини
- 4-та бригада с щаб Шумен в състав 8-а, 12-а, 16-а, 18-а, 20-а и 22-ра дружини
- Конна бригада в състав 1-ви на Негово Височество конен полк и 2-ри конен полк.

С княжески указ от 12 октомври 1884 г. се преминава от дружинна към полкова структура в армията. Формирани са 8 пехотни и 2 артилерийски полка, към които са придадени пионерна дружина и морска част. По същото време в Източна Румелия част от въоръжените сили действат като милиция. След Съединението на Източна Румелия с Княжество България през 1885 г. Българската армия е реорганизирана в 12 полка.

### Защита на съединението и Сръбско-българска война
В 1885 г. през казарма общо в Княжество България и Източна Румелия са минали 86 000 души. В Сръбско-българската война армията заедно с доброволците и опълченците наброява малко над 100 000 щика. Победата на българската войска над нападналите страната сърби прави акта на Съединението неотменима политическа реалност на европейския югоизток.

### Организация на армията след 1885
През 1886 година в българската армия отново се извършва реорганизация, като се отменят корпусната и дивизионната организация и се въвежда отново бригадната организация, съществувала преди Сръбско-българската война. Съгласно новата организационна структура, българската армия се състои от 6 бригади, пионерна дружина, конна бригада и артилерийска бригада. Към армията са: Военно училище, Флотилия и морска част и Александровски държавен конезавод. На територията на Княжество България действат 21 военни полкови окръжия.
През 1889 г. е извършена нова реорганизация на въоръжените сили, според която в Българската армия има вече 24 пехотни, 4 конни, 6 артилерийски и един пионерен полк. Според Закона за въоръжените сили от 15 декември 1891 г. армията се състои от:
- действаща – със срок на служба 10 г. (от които 4 редовна, а останалите служба в запаса) и
- резервна – със срок на служба 8 г.

В организационно отношение за посочените формирования се възприема дивизията. Формирани са 6 пехотни дивизии, като всяка от тях включва 2 бригади. Всяка бригада включва 2 полка, а всеки полк – 2 дружини. Освен пехота всяка дивизия включва 1 артилерийски полк, конна сотня, транспортна рота и дивизионна болница. Конните полкове са обединени в кавалерийска дивизия, пионерният полк е разгърнат в пионерна бригада, а крепостните батареи – в крепостни батальони. Предвижда се по време на война общата численост на въоръжените сили на княжеството да достигат 318 570 души. Страната е разделена на 6 дивизионни области и се запазва системата на кадровото попълване на армията да става по териториален принцип. Непосредственото ръководство на армията се осъществява от Генералния щаб.
През 1895 г. се полагат основите на пограничната стража, като за целта към всяка дивизионна област се формира по една погранична дружина. През 1897 г. се преустройват и военноморските сили: създава се Дунавска флотилия с щаб в Русе и морска част във Варна.
През 1903 г. е приет нов закон за въоръжените сили. През 1906 г. се въвеждат военно инспекционни области. Подсилват се артилерийските и инженерните части.
С Указ № 148 на княз Фердинанд I в 1907 г. на основание приетия през 1903 – 1904 г. Закон за Въоръжените сили и изграждането на армията са сформирани три военно инспекционни области – ВИО (военни инспекторати): I с щаб в София; II с щаб в Стара Загора (от 14 юни 1908 г. – в Пловдив); III – с щаб в Русе (от 1920 в Шумен, от 1928 във Варна). Тези ВИО всяка една съдържаща три дивизионни окръга, при обявяване на всеобща мобилизация формират три български полеви армии. На 17 септември 1912 г. с указ на цар Фердинанд I са мобилизирани българските въоръжени сили, с което са образувани три полеви армии, допълнително са формирани още две български армии – IV и V.
Така се оформя присъщата практически за целия 20. век оперативна структура на Българската войска:
- Първа българска армия, формирана за действие в западно направление, Поморавския военен театър и защита при нападение от Сърбия.
- Втора българска армия, формирана за действие в южно направление, Беломорския военен театър и защита при нападение от Гърция, но участва и в действията на войските ни срещу Турция и Сърбия.
- Трета българска армия, формирана принципно за действие в североизточно направление, Добруджанския военен театър и защита при нападение от Румъния, но взима активно участие и в действията на войските ни срещу Турция и Сърбия.
- Четвърта българска армия, формирана за Тракийския военен театър, със задачи за действие в югоизточно направление и защита при нападение от Турция.
- Пета българска армия, формирана като резервна на командването армия.

### Балканските войни и Първата световна война
По време на Балканската война от 1912 – 1913 г. мобилизационният състав на Българската армия достига 639 567 души, а през Първата световна война от 1914 – 1918 г. (към 1 септември 1918) – 885 175 души.

### Българската армия през 1919 – 1946 г.
По силата на Ньойския мирен договор от 1919 г. общата численост на БА е сведена до 33 000 души, ликвидирана е наборната система и е наложен принципът на доброволността. Тежестите на договора върху армията се премахват при военния министър генерал Луков през 1938 г., когато отпадат неговите военни клаузи. В 1941 г. армията навлиза в Беломорието, Македония и Поморавието и възстановява българския суверенитет върху тези земи.
Непосредствено след Деветосептемврийския преврат от 1944 г. дошлата на властни Българска комунистическа партия (БКП) поставя под свой контрол цялата армия. Част от офицерския състав е уволнен, остават на служба офицерите верни на Отечествения фронт участвали в преврата и върнати са на служба в армията офицери уволнени след преврата на 19 май 1934 г. като ген. Владимир Стойчев който става командир на Първа българска армия. Много от последните две групи офицери са или членове на Политическия кръг „Звено“, начело със запасния полковник Кимон Георгиев или офицери, уволнени за проюгославски и антимонархически позиции през 1934 – 1935 г. Създадена е Българска народна гвардия, включваща една дивизия, един полк и 71 по-малки подразделения, която е съставена изключително от партизани и други привърженици на крайната левица, в част от командирския състав има и запасни офицери. В останалите части са назначени за помощник-командири членове на БКП които в повечето случаи са запасни офицери (например ген. Фердинанд Козовски, ген. Щерю Атанасов и др.), но в други случаи са дотогава цивилни и получават офицерско звание. На 22 септември 1944 г. се създава помощник-командирския институт със заповед № 352 на военния министър Дамян Велчев. Назначени са общо 338 души като помощник-командири. Към Министерството на войната се създава политически отдел, който е оглавен от Фердинанд Козовски. Тъй като по действащата тогава конституция войската не може да е политизирана войниците и офицерите се водят на отчет в съответните градски, околийски и областни комитет на БКП. През 1948 г. се изгражда Войскова организация на О.Ф. (ВООФ), в която членуват войниците и офицерите, членове на БКП. Закрита е през 1949 г., когато членовете ѝ се пререгистрират като част от партийните организации в армията.
След окупирането на България от съветски войски последното голямо изпитание за Българската армия е участието ѝ с 455 000 щика във войната срещу Германия на страната на Съюзниците от 8 септември 1944 до 9 май 1945 г. Въпреки дадените многобройни жертви и военния принос, на страната не е зачетено правото на съвоюваща, подобно на другите бивши съюзници на Германия, Италия и Румъния, но това участие фактически спомага за парирането на необоснованите гръцки териториални претенции и оставането на Южна Добруджа в държавните граници.
Българската армия има 5 общовойскови армии и два отделни корпуса, в чийто общ състав влизат 23 дивизии и две бригади, от които се изключват граничните войски. Общата численост на българската армия достига 450 хил. души, а заедно с авиацията и флота – над 500 хил. души, при въоръжение с 5000 оръдия, 135 танка, 410 – 556 самолета, 80 кораба.
На 17 септември 1944 г. Българската народна армия преминава в оперативно подчинение на съветското командване.

### Българската народна армия през 1946 – 1990 г.
В тоталитарната система на Народна република България армията има изключително важна роля като гаранция за стабилността на режима. Още след Деветосептемврийския преврат Българската комунистическа партия полага специални усилия да постави под свой непосредствен контрол въоръжените сили, преименувани на Българска народна армия. Те са реорганизирани по съветски образец с прякото участие на съветски офицери, проборудвани са със съветско въоръжение и техника, ръководни позиции заемат съветски офицери от български произход, голяма част от командния състав преминава обучения в Съветския съюз, съветски преподаватели работят в български военни училища. През есента на 1949 година ръководството на БКП изпраща искане за изпращане на съветски офицер за началник на Генералния щаб, но получава отказ от съветското правителство.
Армията е поставена под контрола на Военния отдел на ЦК на БКП и Политическото управление в структурата на самата армия, функционират и местни военни отдели на БКП. Още през 1949 година 63% от офицерите са членове на БКП, а други 7% – на комсомола. През 1948 година е въведено обръщението „другарю“ и петолъчки на кокардите, копчетата и пагоните, от 1949 година в армията открито действат организации на БКП, през 1951 година са въведени съветските военни звания, а през следващата година парадната униформа е променена по съветски модел. Към 1950 година във въоръжените сили има около 2000 политически офицери, натоварени с индоктринацията на личния състав в духа на комунизма.
На проведено през март 1950 година голямо съвещание на политическото ръководство на армията със съветско участие е констатирано, че състоянието ѝ е незадоволително и тя „не е напълно боеспосособна“. Оборудването е недостатъчно и нееднородно, дисциплината и подготовката са лоши, офицерският щат е незает на около 40 – 45%. Тези заключения стават повод за нова чистка на офицери и засилване на ролята на политическото ръководство в армията. Към 1952 година личният състав на БНА наброява 218 200 души, от които 203 500 в сухопътни войски, 11 000 във военновъздушните сили, и 3700 във флота. Към този момент сухопътните войски са изцяло окомплектовани със стандартизирано стрелково оръжие, но продължава да има недостиг на картечници и карабини; на въоръжение са 650 танка, както и 500 бронирани коли и 1500 камиона и транспортни автомобила, повечето от които чешко производство. Според оценки на американското разузнаване, бойният дух по това време е определен като „отличен“. В страната към 1952 година действат под 2300 съветски военно-технически експерти, повечето от които дават курсове по експлоатация на различни видове оръжия и участват в строителството на военновъздушни бази и друга инфраструктура.
Москва бързо предоставя на България танкове T-34/85, СУ-100 самоходни установки, щурмови самолети Ил-2 и друга нова бойна техника. Тъй като страната е съветски съюзник, тя е част от Източния блок и се включва във Варшавския договор като един от неговите основатели. По това време армията е разширена до над 200 000 души и стотици хиляди допълнителни войници в резерв. Военната служба е задължителна. Специална защитна линия, известна като Отбранителна линия „Крали Марко“, е построена по протежение на цялата граница с Турция. Тя е силно укрепена с бетонни стени и куполи на танкове Т-34, Панцер III и Панцер IV и др. По време на управлението на Тодор Живков е създаден значителен военнопромишлен комплекс, който произвежда бронирани машини, самоходна артилерия, леки стрелкови оръжия и боеприпаси, резервни части. България изнася оръжия за Алжир, Йемен, Либия, Ирак и Сирия, както и изпраща военни съветници в някои от тези страни. Военна и медицинска помощ е предоставена на Северен Виетнам по време на Виетнамската война. През 70-те години на XX в. ВВС са в апогея на своята мощ, притежаващи най-малко 300 модерни бойни самолета в състава си. Обучението в Българската народна армия е изтощително дори за съветските стандарти. През 1989 г., когато Студената война е към своя край, армията наброява най-малко 152 000 редовни войници. ВВС на България са получили общо над 220 изтребителя МиГ-21 между 1960 и 1989, 44 хеликоптера Ми-24 и други модерни (за онова време) самолети като МиГ-23, МиГ-25 и МиГ-29. Доставките на бронетанково въоръжение също са в големи количества – над 1500 танка Т-55, близо 300 танка Т-72, около 200 Т-62, над 1000 МТ-ЛБ, около 800 БТР-60 и други.
Числеността на Българската народна армия варира в зависимост от промените в международното напрежение по време на Студената война. Така през 1950 година военната служба е установена на 2,5 години в сухопътните войски, 3 години в механизираните части и 4 години във флота и военновъздушните сили. През 1955 година е взето решение за намаляване на армията с 18 хиляди души и военната служба е намалена на 2 години в сухопътните войски и 3 години във флота и военновъздушните сили.
Армията е въоръжена с над 2000 танка и над 2000 бойни бронетранспортьора. В Ракетни войски носят бойно дежурство: 8 комплекса Р-400 (SS 23) с обсег 480 km въоръжени с още 24 допълнителни ракети всички с възможност за поставяне на ядрени глави; 50 комплекса Р-300 „Елбрус“ (Scud) с възможност за поставяне на ядрени глави с обсег 300 км; неуточнен брой тактически ракетни комплекси 9К52 Луна с обсег 70 km с възможност за поставяне на ядрени глави, 18 комплекса 9К79 „Точка“ (SS21) с обсег 70 km с възможност за поставяне на ядрени глави; 26 зенитно-ракетни дивизиона въоръжени с комплексите: С-200 с обсег до 240 km 10 установки с възможност за ядрени бойни глави, 10 мобилни установки С-300 с обсег до 75 km, общо 20 мобилни установки СА-75 „Волхов“ и С-75 Двина с обсег до 45 km, 30 мобилни установки С-125 „Печора“ с обсег до 12 / 32 km.
В състава на сухопътни войски: 3 зенитноракетни дивизиона от комплекс 2К11 Круг с обсег 50 km, 20 мобилни комплекса 2К12 Куб с обсег до 24 km, 24 мобилни 9К33 Оса с обсег до 13 km, 20 мобилни комплекса 9К35 „СТРЕЛА-10СВ“ с обсег 5 km.
ВВС имат 45 бойни хеликоптера и над 300 модерни бойни самолета от които над 220 изтребителя. ВМФ разполага с 2 ескадрени миноносци, 3 стражеви кораба, 1 фрегата, 1 ракетна корвета, 4 подводници, 6 ракетни катера, 6 торпедни катера, 12 преследвача на подводници, общо няколко десетки – минни заградители, базови и рейдови миночистачи, патрулни кораби, десантни кораби, обслужващи кораби, катери и др.; брегови ракетни комплекси и бреговата артилерия батареи 130 mm и 100 mm водени от радиолокационни станции, морска хеликоптерна ескадрила, военноморска авиация с 10 бойни и 1 транспортна машини, парашутно-десантна и водолазна част, батальон морска пехота. Мирновременният състав на армията към 1989 г. е над 153 000, мобилизационният капацитет на България тогава, по оценка на ЦРУ, надхвърля 2,11 милиона мъже.

### Българската армия 1990 – 2011 г.
В периода на прехода и икономическата криза 1990 – 1998 г. БА изпитва остър недостиг на горива и материално-техническо осигуряване. Спрени са доставките на руски резервни части за техниката. Заплащането на кадровия състав в хода на инфлацията става символично. Голяма част от офицерския състав е задържан на служба против волята си под заплаха от заплащане на неустойки във връзка с подписвани преди обучението си декларации за 10-годишна служба.
След 1998 г. се дава ход на т.нар. „реформа“ в армията, изразяваща се в поетапното ѝ съкращаване. Личният състав се демотивира чрез посочени срокове за разформироване на поделения, чрез непрекъснати кадрови трансформации, свързани с промяна на изисквания за длъжност и свързаните с това несъответствия. По-голямата част от висококвалифицирания офицерски състав се освобождава от служба. Наред с това се назначават редови кадрови военнослужещи, без особени изисквания за образование и интелектуални качества. Част от съкратените сержанти продължават службата си като кадрови войници, но за офицерите това се оказва невъзможно. Предвидения бюджет за реформиране се използва за непрекъсната промяна в дислокацията на частите. Останалата без поддръжка, поради липсата на материален ресурс и квалифициран състав в продължение на почти 20 години съветска бойна техника и въоръжение, в по-голямата си част вече неизправна, се препредава от все по малоброен и все по-некомпетентен личен състав. До присъединяването си към НАТО, което става на 29 март 2004 г. Българската армия разполага със следното оборудване:
- около 1600 танка, предимно Т-55, в по-малки количества Т-62 и Т-72.
- различни видове бронетранспортьори, общо над 2000;
- ракетни комплекси Р-300 Елбрус с обсег 300 km, 50 на брой. 48 заредени с бойни глави и готови за употреба;
- ракетни комплекси 9К52 Луна с обсег 70 km, неизвестен брой;
- ракетни комплекси Р-400 с обсег 480 km, 8 на брой с общо 24 допълнителни ракети, заредени с бойни глави и готови за употреба;

На 29 март 2004 г. България се присъединява към НАТО и следва масивно съкращаване на персонал и техника. От близо 70 000 души армията е сведена до 51 000 и се предвижда поетапно да бъде намалена до 23 000 души.
Към 2010 година голяма част от оборудването на българската армия е съветско производство – нещо типично и за останалите членки на НАТО от Централна и Източна Европа. То включва танкове Т-72, зенитно-ракетни комплекси Куб и изтребители МиГ-21 – техника от по-старо поколение, чиито западни еквивалетни (напр. Леопард-1, MIM-23 Хоук и F-4 Phantom II) са в процес на изтегляне от употреба или насрочени за изтегляне в западноевропейските страни-членки на НАТО. От друга страна, на въоръжение се намират и последно поколение съветски системи, които вероятно няма да бъдат изтеглени в близките години. Такива са МиГ-29, ОТР-21, зенитната система С-300 (еквиваленти съответно на F-16, MGM-140 и MIM-104 Пейтриът). В допълнение се забелязва и въоръжаване с леки бойни машини като джипове Хъмви.
От 1990 г. насам българската армия е в процес на непрестанно свиване. От 152 000 души през 1988 г. тя е свита до 32 хил. души.
В резултат на програмата на Министерство на отбраната „План 2004“ армията се преструктурира и съкращава в структура от около 42 000 души със сили за бързо реагиране и два допълнителни корпуса. Към 2009 г. Списъчният състав на Въоръжените сили е 32 156 души, а численият състав на Българската армия – 29 379, като окомплектоването е 90,5% спрямо щатния състав. Най-високо е окомплектоването с офицери – 96%, а най-ниско с войници и матроси – 86%. Съществуващата почти век Наборна военна служба в България е премахната на 31 декември 2007 г. и от наборна българската армия става кадрова, наричана още професионална армия.
Според Бялата книга на България към 2010 общата численост на въоръжените сили е била 44 100 души, от които 34 500 са щатовете в българската армия, но над 2000 места са свободни.
Армията се радва на голямо доверие (макар и намалявщо) от страна на българските граждани. През 2005 г. 59% (на 2-ро място след телевизията) имат доверие в нея, а в следващите 2007, 2008, 2009 стойностите са съответно 47% (на 4-то след телевизията, ЕС и радиото), 35 (на 2-ро след местната власт) и 51,3% (2-ро след телевизията).

### Българската армия през 2011 г. – 2021 г.
През този период българската армия продължава бързо да изостава технологично и да страда от постоянен недокомплект на личния състав. Част от старото съветско въоръжение се нуждае от доставка на резервни части и дори от ремонтни дейности в Русия, Украйна и Беларус. След анексията на Крим през 2014 година и наложените санкции на Русия от Запада, ситуацията в това отношение допълнително се усложнява.

### Българската армия след 2021 г.
След нападението на Русия над Украйна и подкрепата на войната от страна на Беларус, България е обявена за неприятелска държава от Руската федерация. НАТО и ЕС преразглеждат отношенията си с Русия и Беларус изцяло и приемат Русия като основен потенциален противник. При това положение състоянието на остарялата съветска техника на Българската армия остава под въпрос. Към началото на 2025 некомплектуването в Българската армия се е увеличило до 8000 – 9000 души

## Съвременна структура и състав
Политическото управление на армията се реализира от Министерството на отбраната. Военното ръководство е в ръцете на Щаб на Отбраната (по-рано наричан Генерален щаб на Българската армия) към министерството. Армията се състои от три рода въоръжени сили: сухопътни, военноморски и военновъздушни. Всеки от видовете въоръжени сили се управлява от щаб. Към армията съществуват и други войскови единици, които обслужват и осигуряват въоръжените сили. 
Българска армия организационно е сведена в Щаб на Отбраната (Генерален щаб на Българската армия) щатно е в състава на МО като част от въоръжените сили извън състава на армията, поделения осигуряващи и поддържащи МО и БА, свързочна бригада, логистична бригада и пр. и самата армия състояща се от: Родовете въоръжени сили (СВ, ВВС, ВМС) и Съвместното оперативно командване.
Мобилизационните планове от над 250 000 днес се разработват за численост до 100 000 души. Настоящите приети от правителството планове определят до края 2014 година въоръжените ни сили (армията плюс МО и командваните от него структури) да бъдат сведени до постоянен щатен състав от 37 100 души, от които:
- военнослужещи – 29 000 (78%)
- цивилни служители – 8100 (22%)
- допълнително се предвиждат и до 3400 резервисти.

Армията ще съставлява 27 000 (72,8 %) от общата бройка на въоръжените сили на България, като:
- Сухопътните войски ще наброяват 14 310 души (53%)
- ВВС – 6750 души (25%)
- ВМС – 3510 (13%)
- Съвместното командване (щабно-логистични части) – 2430 души (9%).[28]

Въоръжени сили извън армията – 10 100 души (27,2%).
Освен армията към въоръжените сили на България са военнослужещите в Министерството на отбраната (политически и административен екип и Щаб на отбраната) и пряко подчинените му: представителното военно формирование Националната гвардейска част, Военномедицинска академия, служба „Военна информация“, служба „Сигурност – Военна полиция и ВКР“, Военно-географска служба, Стационарна Комуникационно-информационна система (КИС), Централно военно окръжие, Комендантство – МО, ИА „Военни клубове и военно-почивно дело“, Институт по отбрана, Военната академия „Г. С. Раковски", Националния военен университет „В. Левски“ с факултетите: общовойскови – Велико Търново; Артилерия ПВО и КИС – Шумен, авиационен – Долна Митрополия, Висшето военноморско училище „Н. Вапцаров“ и Национален военно историческия музей с филиалите му: Военноморски музей – Варна; Парк-музей на бойната дружба – 1444 г. – Варна; Музей на авиацията – Крумово, с изменението на Закона за отбраната и въоръжените сили от 2004 г. се предвижда и Национална спортна рота – военно-спортно формирование извън числения състав на Българската армия, което може да изпълнява военна служба, но в измененията и допълненията на Закона в сила от 26 февруари 2010 г. тя не се споменава изрично [12] . Резервистите (3400 души) са извън щатния състав на въоръжените сили.
Други въоръжени структури като охранителната фирма на МО МОБА с 800 охранители, МВР с общ щатен брой 61 170 вкл. жандармерия, гранична полиция, пожарна, полиция и пр., ДАНС – около 3000 офицери и сержанти, НРС – щат към 2000 офицери и сержанти, Главна дирекция „Охрана“ към МП – 1462 офицери и сержанти, НСО – с щат над 1200 офицери и сержанти, плюс неизвестен брой цивилни, Държавна агенция „Технически операции“ – около 500 души, Митническа полиция вкл. 17 мобилни групи на МФ – 68 щата, Общински полиция и охрана, 118 хил. ловци, регистрирани към септември 2013 г. и 138 хил. частни лица и охранители, законно въоръжени с пистолети и револвери, като малко над 75 хил. от тях са бившите военни и служители на МВР, общо около 327 хил. души не се включват във въоръжените сили на България.
Според Тодор Тагарев (министър на отбраната 2023 – 2024) на хартия армията се води 43 000 души, но всъщност има 9000 „празни“ бройки

### Сухопътни войски
Сухопътните войски са основното звено на българската армия (21 000 души в 2010 г.), чието оборудване към 2010 г. е представено по-долу. Към 31 декември 2004 г. българските сухопътни войски са имали 567 танка, 965 бойни бронирани машини и 666 артилерийски установки. Според Плана за организационно изграждане и модернизация на въоръжените сили (ПОИМВС) до 31 декември 2015 г. българските сухопътни войски трябва да бъдат сведени до 160 танка, 378 бронирани машини и 192 артилерийски установки. Фактически се извършва т. нар. реформа, с която намалява броя на въоръжението към 3 пъти.
- Оборудване на българските сухопътни войски към 2010 г.
- Танк от типовете Т-72АК, Т-72М1 и Т-72М2. Вижте също Оръжия и техника на българската армия[31]
- В състава на бойните машини на пехотата има БМП-23 и БМП-1П.[32]
- Бронетранспортьора от типовете БТР-60ПБ-МД1, МТ-ЛБ и МТ-ЛБу.
- Леки бронирани машини от типовете М1117 4x4, 12 БРДМ-2 4x4, 25 Сендкет 4x4
- M1114 Хъмви 4x4
- Бронирани джипа G-клас 4x4
- Артилерия
- Зенитна артилерия (300 или по-малко)
- ОТР-21

### Военновъздушни сили
- Настоящо въоръжение на ВВС
- Изтребители МиГ-21
- Изтребители МиГ-29
- Учебен изтребител МиГ-29УБ
- Щурмови самолет Су-25
- Щурмови самолет Су-25
- Учебно-тренировъчни самолети L-39
- Хеликоптер Ми-17
- Хеликоптер Eurocopter AS565 MB
- Учебен вертолет Bell 206
- Учебно-тренировъчни самолети PC-9
- Транспортни самолети C-27J Спартан
- Транспортни самолети PC-12
- Самолет за специални мисии Ан-30

### Национална гвардейска част
Национална гвардейска част на България е представителна част на Българската армия, която има за цел да демонстрира независимостта на България – на държавата и президента. Тя охранява държавния глава и повдига духа на армията и народа. Гвардията е един от символите на българската държава заедно със знамето, химна и герба на Републиката.

## Униформи
Полевите униформи в българската армия биват два вида – летни и зимни, за всички родове войски. Камуфлажът е съобразен с националната природа, климатичните особености на страната и изскванията на НАТО, и е повлиян от съвременните американски униформи M81 US Woodland. Облеклото на военните е разработено в България от Военния научно-техническия институт. При създаването ѝ са изучавани различни видове растения с цел подобряване на маскировъчната способност. Зимните униформи са изработени от тъкани в състав 67/33 Памук/полиестер, а летните униформи и ризите са изцяло от памук, което значително подобрява комфорта. Тъканите притежават необходимите спектрално-отражателни характеристики, които позволяват сливането на облеклото с околната среда. Каската е все още от стария образец, за мисии са закупени хърватски каски, отговарящи на съвременните изисквания. От 2008 Българската войска започва да използва специалните униформи на НАТО.

## Мисии, военни операции зад граница
Както по времето на социализма, така и след него, българската армия е участвала в различни по вид мисии в други държави. Активните мисии са с шрифт получер.
| Държава             | Операция                                            | Организация                | Период                     | Персонал | Жертви |
| ------------------- | --------------------------------------------------- | -------------------------- | -------------------------- | --- | ------ |
| Либия               | —                                                   | Народна република България | ?                          | 9000 военни | —      |
| Никарагуа           | Сандинистка революция                               | Народна република България | 1980-те                    | неизвестен брой военни инструктори | —      |
| Ирак                | Войната в залива                                    | ООН                        | 1991                       | 270 военни | —      |
| Камбоджа            | мироопазване                                        | УНТАК                      | 1992 – 1993                | 884 военни | 11     |
| Ангола              | военно съблюдаване                                  | УНОМА                      | 1995 – 2000                | 48 военни | —      |
| Таджикистан         | военно съблюдаване                                  | УНМОТ                      | 1995 – 2000                | 27 военни |        |
| Босна и Херцеговина | мироопазване (ЕУФОР Алтеа)                          | СФОР / ЕУФОР               | 1997 – наши дни            | 10 военни | —      |
| Хърватия            | премахване на мини                                  | ОССЕ                       | 1999 – 2001                | неизвестен брой военни | —      |
| Етиопия / Еритрея   | мироопазване                                        | УНМЕЕ                      | 2001 – 2004                | 11 военни | —      |
| Косово              | строене / мироопазване                              | УНМИК и КФОР               | 2000 – наши дни            | 10 военни | —      |
| Северна Македония   | хуманитарна (строене на обществени кухни и болница) | —                          | 1999 – 2003                | неизвестен брой военни | —      |
| Афганистан          | антитероризъм                                       | ISAF                       | 2001 – 2013                | 581 военни | —      |
| Ливан               | Операция UNIFIL MAROPS                              | UNIFIL                     | 1978 – наши дни            | През 2006 г. РБ участва със 160 военни и фрегата „Дръзки“ | —      |
| НАТО                | Active Endeavour                                    | NATO                       | наши дни                   | ВМС са участвали вече няколко пъти в тази Операция на НАТО – През 2006, 2007, 2008, 2009, 2011 фрегата Дръзки с екипажа си; 2012 – фрегата Верни с екипажа си | —      |
| Либерия             | мироопазване                                        | УНМИЛ                      | 2003 – наши дни            | 2 военни | —      |
| Ирак                | Война в Ирак (2003)                                 | Коалиционна сила — Ирак    | 2003 – 2008                | 485 военни | 13     |
| Грузия              | мироопазване                                        | Европейски съюз            | 2008 – наши дни            | 12 военни | —      |
| Ирак                | подготовка на иракските военни                      | НАТО                       | 2009 – декември 2011       | 2 военни | —      |
| Либия               | Операция Обединен защитник                          | —                          | 27 април 2011 – 3 юни 2011 | 160 военни, заедно с фрегатата Дръзки | —      |

### Военната операция в Ирак, XXI век
В хода на Войната в Ирак през 2003 година България се включва в т.нар. „коалиция на желаещите“ и изпраща собствен контингент в Ирак, който се установява в град Кербала. На 27 декември 2003 година над българската база е извършен атентант, при който загиват петима български военнослужещи. След атентата българският контингент изоставя тази база и се премества в близката полска база. По-късно контингентът бива преместен от Кербала в Дивания, откъдето се завръща в България през декември 2005 г.

### Военната операция в Афганистан
- ISAF

### Учения
- (2015) „Тракийска звезда“ (на английски: Thracian Star): на база „Граф Игнатиево“, съвместно с американски военни

## Военни учебни заведения
- Военна академия „Г. С. Раковски“
- Национален военен университет
- Висше военноморско училище
- Висше военновъздушно училище „Георги Бенковски“